# Ці вкрадливі голоси: Прометеїв любовний роман на зоряних шляхах
«Ці вкрадливі голоси: Прометеїв любовний роман на зоряних шляхах» (англ. Those Gentle Voices) — науково-фантастичний роман американського письменника Джорджа Алека Еффінджера, надрукований 1976 року.
Книга має дуже специфічний сюжет. Вона розпочинається з розділу 2, і, як одразу зазначає автор, цей вибір матиме цілком конкретну причину, але вона проявляється в самому кінці, справді, в останньому рядку роману.

## Сюжет
У найближчому майбутньому астрономи зможуть виявити радіосигнал від далекої планети. Негайно організовується експедиція, щоб вирушити й дослідити її, і весь світ задихається від нетерплячки, усвідомлюючи, що світ населений формами життя, надзвичайно схожими на людські. За винятком того, що чоловіки та жінки, які живуть на планеті, досі перебувають у примітивному стані, точніше вони більше схожі на звірів, ніж на людей.
Хоча вчені Землі порадили учасникам місії не втручатися в місцеві культури, вони не чинять опору і намагаються спілкуватися з істотами, яких зустрічають, приводячи в дію дуже небезпечний механізм. Насправді, незважаючи на те, що люди планети дуже культурно відсталі, вони вчаться з вражаючою швидкістю: за страшно короткий час вони досягнуть культурного та технологічного рівня землян, а згодом і значно перевершивши його.
З прогресом також прийде бажання колонізувати планети Всесвіту ... починаючи прямо з Землі.
Чи можливо, що ніхто ніколи нічого не робив у цей час, щоб уникнути всього цього? Можливо, хтось був, але тільки в останньому рядку роману ми дізнаємося... причину.